# خوزه رامون اسناولا
خوزه رامون اسناولا (انگلیسی: José Ramón Esnaola؛ زادهٔ ۳۰ ژوئن ۱۹۴۶) بازیکن فوتبال اهل اسپانیا است.
از باشگاه‌هایی که در آن بازی کرده‌است می‌توان به باشگاه فوتبال رئال بتیس و باشگاه فوتبال رئال سوسیداد اشاره کرد.